# Nati nel 1919/Senza giorno specificato
| Questa pagina contiene informazioni ricavate automaticamente dalle voci biografiche con l'ausilio del template Bio e di un bot. L'aggiornamento è periodico e automatico e ricostruisce completamente la pagina. Se manca una persona in questa lista, sei pregato di non aggiungerla, ma accertati piuttosto che la sua voce biografica contenga il template Bio e che i dati anagrafici siano correttamente compilati. Se il template Bio manca, inseriscilo tu stesso o, in alternativa, metti l'avviso {{tmp\|Bio}} che ne segnala la mancanza. Se i dati riportati sono sbagliati, correggi direttamente la voce biografica; le modifiche saranno visibili in questa lista entro pochi giorni. Per chiarimenti vedi il progetto biografie. La lista contiene solo le 57 persone che sono citate nell'enciclopedia e per le quali è stato implementato correttamente il template Bio. Pagina aggiornata al 2 lug 2025. |

- Carlo Luciano Alessio, micologo italiano († 2006)
- Giovanni Amarena, militare italiano († 1942)
- Mordechaj Anielewicz, antifascista polacco († 1943)
- Juliet Appleby, illustratrice, pittrice e scultrice statunitense († 1999)
- Fortunato Avanzati, partigiano e politico italiano († 1997)
- Serafina Battaglia, italiana († 2004)
- Filippo Belardini, calciatore italiano († 2008)
- Enrico Bertani, partigiano italiano († 1945)
- Renato Bianchi, partigiano italiano († 1946)
- Giovanbattista Bitto, partigiano italiano († 2003)
- Renzo Bompani, imprenditore e dirigente sportivo italiano († 1988)
- Strelsa Brown, attrice inglese († 1976)
- Enrico Campi, basso-baritono italiano († 1976)
- Umberto Maria Casotti, pittore italiano († 2000)
- Stefano Castronovo, religioso italiano († 1980)
- Cornelis Chardon, avvocato olandese († 1945)
- Roberto De Monticelli, scrittore, giornalista e critico teatrale italiano († 1987)
- Vittoriano Della Cananea, violoncellista e insegnante italiano († 2005)
- Aris Dikteos, critico letterario, traduttore e poeta greco († 1983)
- Murray Edelman, politologo statunitense († 2001)
- Malcolm Finlay, cestista britannico († 2007)
- Stelio Frati, ingegnere aeronautico, progettista e imprenditore italiano († 2010)
- Luigi Alberto Fumi, militare italiano († 1940)
- Annie Garrigues, modella francese
- Nello Giri, ciclista su strada e pistard sammarinese
- Mario Grisendi, partigiano italiano († 1945)
- Zeinab Abdel Hamid, pittrice e artista egiziana († 2002)
- Vittorio Heusch, militare italiano († 1942)
- Toshiaki Honda, aviatore e militare giapponese († 1942)
- Kees Hoving, nuotatore olandese († 1991)
- Jabrā Ibrāhīm Jabrā, poeta, critico letterario e traduttore palestinese († 1994)
- Radhu Karmakar, direttore della fotografia e regista indiano († 1993)
- Kim Jeong-sin, cestista e allenatore di pallacanestro sudcoreano († 2001)
- Martin Krugman, criminale statunitense († 1979)
- Felice La Sala, militare italiano († 1940)
- Mario Lalli, militare italiano († 1940)
- Mirella Levi D'Ancona, critica d'arte italiana († 2014)
- Nino Majellaro, scrittore e poeta italiano († 2006)
- Nikolaos Makarezos, militare greco († 2009)
- Antonio Mancino, carabiniere italiano († 1943)
- Andrea Mansi, marinaio italiano († 1943)
- Giovanni Martinelli, politico italiano († 1980)
- Claudio Medaglia, disegnatore italiano († 1997)
- Ciro Menotti, militare italiano († 1942)
- Giuseppe Mercurio, scrittore, linguista e giornalista italiano († 1994)
- Salvatore Micale, partigiano italiano († 1944)
- Franco Navarra, attore italiano († 1950)
- Ataa Oko, artista ghanese († 2012)
- Kurt Richebächer, economista tedesco († 2007)
- Sergio Selva, pittore italiano († 1980)
- Joseph Serchuk, partigiano polacco († 1993)
- George Shenker, ingegnere polacco († 1971)
- Muhammad Sidqi Sulayman, politico egiziano († 1996)
- Onorina Tomasin-Brion, imprenditrice e dirigente d'azienda italiana († 2002)
- Filippo Valenti, archivista, paleografo e diplomatista italiano († 2007)
- Porfirij Voronin, pallavolista sovietico († 1968)
- 'Abd al-'Aziz Duri, storico iracheno († 2010)